# Concordia (Commewijne)
Concordia is een voormalige suikerplantage aan de Commewijne in de kolonie Suriname.

## Locatie
De plantage was gelegen aan de Boven-Commewijne links in het opvaren; grenzend stroomopwaarts aan koffieplantage Rustenburg, stroomafwaarts aan plantage Malebatrum.
In 1737 was Concordia 852 Surinaamse akkers groot, ongeveer 366 hectare. In 1827 bedroeg het suikerrietareaal nog 702 akkers.

## Eigendomssituaties
(naar jaar)
- 1737: Corn. De Bruin
- 1770: Erven C. de Bruyn
- 1793: G.F. Hoff, gebroeders des Loges
- 1819: S. en S.H. de la Parra
- 1827: S. en boedel S.H. de la Parra
- 1863: Mesquita de la Parra Co, te Paramaribo

## Emancipatie
Bij de afschaffing van de slavernij in Suriname in 1863 werden op plantage Concordia aan de Commewijne 103 slaven vrijgemaakt, waarbij 25 nieuwe familienamen werden geboekstaafd, te weten:
Acron, Agrius, Albergen, Aroma, Barak, Betis, Butos, Calor, Cinna, Doricus, Goedborst, Legio, Lero, Marica, Mus, Naarden, Nygaarde, Remus, Rijnsberg, Stena, Tavo, Tidal, Tros, Tubero en Ijngard.
Op 9 april 1869 werd hypotheek gelegd op de plantage. In 1870 werd de plantage verkocht bij gerechtelijke uitwinning. In 1895 was de grond verlaten.